# Port lotniczy Barisal
Port lotniczy Barisal (IATA: BZL, ICAO: VGBR) – port lotniczy położony w Barisalu, w Bangladeszu.

## Linie lotnicze i połączenia
| Linia Lotnicza            | Kierunek |
| ------------------------- | -------- |
| Biman Bangladesh Airlines | 1. Dhaka |
| Novoair                   | 1. Dhaka |
| US-Bangla Airlines        | 1. Dhaka |